# وندا کرتیس
وندا کرتیس (انگلیسی: Wanda Curtis؛ زاده ۷ نوامبر ۱۹۷۵) یک بازیگر پورنوگرافی اهل مجارستان است.